# Đồng Sĩ Bình
Đồng Sĩ Bình (22 tháng 9 năm 1904 – 15 tháng 8 năm 1932), còn được viết là Đồng Sỹ Bình, là nhà cách mạng nổi tiếng ở miền Trung Việt Nam trong nửa đầu thế kỷ XX. Mộ ông hiện ở nghĩa trang làng Mậu Tài, xã Phú Mậu, huyện Phú Vang, tỉnh Thừa Thiên Huế.

## Tiểu sử
Đồng Sĩ Bình là chí sĩ cận đại, tên lúc nhỏ là Cơ, tự Mậu Lâm, hiệu Minh Phụng. Ông sinh giờ Dậu, ngày 22-9-1904 (tức ngày 13-8 năm Giáp Thìn), trong một gia đình nghèo làng Mậu Tài, xã Phú Mậu, huyện Phú Vang, tỉnh Thừa Thiên (nay là tỉnh Thừa Thiên Huế). Ông được nhắc đến trong INDOCHINE S.O.S (Đông Dương cấp cứu) của Andrée Viollis; Ngục Kon Tum của Lê Văn Hiến; "Từ Hà Tĩnh đến nhà đày Kon Tum" của Ngô Đức Đệ; "Tuấn, chàng trai đất Việt" của Nguyễn Vỹ; "De la Mélanésie au Vietnam"; "Từ châu Đại Dương trở về Việt Nam" của Đồng Sỹ Hứa và ký ức của nhiều người cùng thời. Ông mất ngày 15-8-1932 (14-7 năm Nhâm Thân).
Với thiên tư đặc biệt, 9 tuổi ông mới được học chữ Hán, nhưng ông học rất giỏi, bị thầy đồ phản đối kịch liệt khi sau 4 năm học ông chuyển sang học chữ quốc ngữ. Chương trình 6 năm nhưng ông chỉ học trong 2 năm rưỡi đã thi đỗ bằng Sơ Đẳng Tiểu học (Certificat d'Études Primaire Franco-Indigène) và sau 4 năm học cao đẳng tiểu học ở trường Quốc học Huế đã đỗ Thành chung (Diplôme d'Étude Primaire Supérieurs Franco-Indigène), xếp thứ 2. Vì nhà nghèo, phải lo cho cha mẹ già yếu, các em còn nhỏ nên ông thi vào làm ở văn phòng của đại lý Tòa Khâm sứ Trung kỳ bên cạnh Hội đồng Thượng thư của triều đình Huế, rồi bị điều làm thông phán ở Tòa Sứ Quy Nhơn. Sau đó từ chức, dấn thân vào các hoạt động yêu nước, bị đày ải ở nhiều nhà tù, ông mất vì bệnh tật chỉ 25 ngày sau khi ra tù lần cuối.

## Quá trình hoạt động yêu nước
Năm 1924, ông thi vào ngạch Phán sự làm việc cho Tòa Khâm sứ Trung kỳ bên cạnh Viện Cơ Mật của triều đình Huế.  Làm ở đó, tận mắt thấy sự thối nát của bộ máy cai trị, cái nhục mất nước, nên ngay từ giữa 1924 ông đã bí mật gia nhập Đảng Tân Việt. Tháng 10-1924 ông bị đổi vào Quy Nhơn. Ông là Bí thư Đảng Tân Việt các tỉnh Quảng Ngãi, Bình Định, Phú Yên. Ông cùng với Phan Đăng Lưu  là  nòng cốt trong việc tuyên truyền chủ nghĩa yêu nước và tư tưởng cách mạng giải phóng dân tộc thời bấy giờ ở miền Trung. Ông bắt đầu bằng việc vận động học sinh trường cao đẳng tiểu học. Ông tình nguyện mở lớp buổi tối hướng dẫn một số học sinh năm thứ nhất và năm thứ hai. Những học sinh của ông sau này phần lớn đã tham gia cách mạng như Hoàng Phương Thảo. Nhưng một số người lại theo hướng khác như Cao Hữu Thưởng. Ông đã tổ chức viếng mộ Mai Xuân Thưởng – lãnh tụ phong trào kháng Pháp cuối thế kỷ XIX ở Bình Định – với bức trướng viết:
 Bại trận nhi bất hàng, hùng tâm phiêu vũ trụ, đáo để chiến công lực kiệt, binh tận thế cô, túng sử quốc vận phương long, chí sỹ hồ cam hàm hận huyết
 Đoạn đầu du năng tiếu, nghĩa khí quán càn khôn, tự lai chuyên chế vân loa, nhân vong sự một, ná thử thế tâm mạc đạm, hậu sanh phụng vị hích kỳ danh.
Việt Nam cách mạng nguyên niên
Mạnh đông nhật,
Hậu sanh đồng chí Đồng Sĩ Bình huy luỵ khốc.
Hai trụ biểu của mộ Mai Xuân Thưởng có đôi vế đối, mỗi vế năm chữ: "Hùng tâm phiêu vũ trụ/ Nghĩa khí quán càn khôn" trích từ bức trướng trên.
Cuối năm 1926 ông xin từ chức để làm báo và hoạt động cách mạng. Ông cùng với Bửu Đình viết bài bằng tiếng Việt đăng trên báo Tân Thế Kỷ, bằng tiếng Pháp cho tờ La Cloche Fêlée, (Cái Chuông Rè) – 2 tờ này xuất bản ở Sài Gòn, và L’ Argus Indochinois – xuất bản ở Hà Nội, công kích một số chính sách đàn áp, bóc lột của thực dân Pháp và bọn quan lại Nam Triều. Các sách báo đó đã tác động mạnh mẽ và cổ vũ phong trào đấu tranh của học sinh. Khi nghe tin Phan Châu Trinh mất, ông làm lễ truy điệu tại nhà, có một số học sinh trường Trung học Quy Nhơn tham dự. Gặp lúc cha ốm nặng sắp chết, ông ra Huế để lo việc cho cha.Tết năm Đinh Mão (20-2-1927), nhân dịp học sinh và các nhân sĩ trí thức lên dốc Bến Ngự chúc thọ cụ Phan Bội Châu, ông cùng với Bửu Đình nhảy lên bục diễn thuyết bằng tiếng Pháp, hô hào cách mạng, chống thực dân Pháp và đả kích việc nhà Nguyễn đưa Vĩnh Thụy lên ngôi. Ngày 2-3-1927, cha chết. Hai hôm sau, lúc đang làm lễ phát tang cho cha thì bị bắt, ông bị khiêng bằng cái trạc giải lên Huế trong trang phục đại tang, gây xôn xao dư luận bấy giờ. Ông bị chuyển đến nhà tù Bình Định. Điểm chính trong cáo trạng của toà án Nam Triều là dòng chữ "Việt Nam cách mạng nguyên niên" trong bức trướng viếng mộ Mai Xuân Thưởng. Ông bị kết án 9 năm tù khổ sai, đày lên Buôn Mê Thuột năm 1928. 
Đầu năm 1930 ông được thả. Thống đốc Thừa Thiên mời ông nhận một chức quan nhưng ông từ chối thẳng thừng và bị quản thúc ở địa phương. Ông mang vật dụng lên ăn ở tại mộ cha mấy ngày đêm để chịu tang bù lại những ngày bố mất, ông bị bắt giam. Mộ cha đặt tại nơi ông đã chọn, trên ngọn đồi nhỏ gần khu lăng Khải Định, ngày ấy còn rất hoang vắng, có nhiều thú dữ. Khi 13 nhà cách mạng Quốc dân đảng của Nguyễn Thái Học bị xử tử, ông đã làm lễ truy điệu tại sân nhà cùng với các trí thức và học trò trong vùng, trong đó có Nguyễn Chí Diểu. Bị bắt lại, ông bị giam ở lao Thừa Thiên. Vì đã chớm bị lao phổi, hàng ngày lính xích tay ông dẫn đi chữa bệnh. Bị nghi ngờ là đã tham gia đảng cộng sản, ông bị đày lên ngục Kon Tum, là một trong những tù chính trị đầu tiên ở nhà ngục này, cùng với lớp lớp tù nhân làm đường ở Đắc Tô. Bị bệnh nặng, sắp chết, mùa hè năm 1932 được thả về quê, sau 25 ngày thì mất ở nhà ngày 14-7 Nhâm Thân (15-8-1932).
Khi ông mất, ký giả Bùi Thế Mỹ làm thơ viếng:
KHÓC ĐỒNG SĨ BÌNH
Đồng Sĩ Bình ơi! Đồng chí Sĩ Bình
Một người yêu nước đã hy sinh
Thương ai tuổi trẻ gan bằng đấu
Xét kẻ lòng son chí chửa thành
Cô Trúc mây lồng, trăng vặc vặc
Mịch Hà sóng gợn, nước xanh xanh
Thân anh dù nát, anh đâu nại
Trách nhiệm mong tròn lũ hậu sanh.

## Một số truyền kể về Đồng Sĩ Bình
Ông là người nổi tiếng, có uy tín, được nhiều người mến phục, đến độ có khả năng cảm hóa người khác, kể cả người đang làm việc cho thực dân Pháp chịu trách nhiệm giám sát mình, được truyền kể như giai thoại.

### Chuyện thứ nhất
Khi kết thúc lễ đặt thi hài cha vào quan tài, thấy người đến bắt, ông mặc lại đại tang, không chịu để chúng dẫn đi thầm lặng bằng thuyền. Ông biện luận theo phong tục tập quán, một người con, nhất là con cả, chỉ có thể rời thi hài cha mình khi bị cưỡng bức. Thế là tay bị trói, những người bị trưng dụng để khiêng ông long lanh nước mắt. Một tiểu đội lính dõng mang vũ khí đi theo "hộ tống". Chúng đưa ông đi qua các làng Mậu Tài, Thanh Tiên, Thế Vinh và Tiên Nộn, qua sông Hương, đến thị trấn Bao Vinh, vào Huế. Từ đó đoàn người theo sau dọc theo sông Đông Ba, đường Paul Bert, nay là đường Trần Hưng Đạo (hồi đó và nay vẫn là phố thương mại sầm uất nhất của thành phố). Và sau khi qua cầu Tràng Tiền (người Pháp gọi là Clémenceau), đoàn người vào phố Jules Ferry, nay là phố Lê Lợi. Ở đó có khách sạn Morin lớn nhất thành phố, tòa nhà của Ngân hàng Đông Dương, các sở và các biệt thự của các công chức cao cấp xứ Trung Kỳ, của tỉnh Thừa Thiên và của thành phố Huế đến nhà tù tỉnh ở phố cạnh đó. Suốt đoạn đường ông bị khiêng đi, chừng 6 – 7 km, người ta nhìn theo người thanh niên mặc y phục đại tang ấy, hai tay bị trói chặt và ngồi trên một cái trạc chuyển phân. Kẻ thì ái ngại, kẻ thì ý thức phản đối bắt đầu trỗi dậy.

### Chuyện thứ hai[16]
Quan Tổng đốc Bình Phú (Bình Định – Phú Yên) Nguyễn Đình Hiến vì mến tài Đồng Sĩ Bình mà gần như "công khai" biệt đãi người chí sĩ yêu nước trẻ tuổi này. Ấy là vào năm 1926, ông mới 22 tuổi, chuyển từ Huế vào làm thông phán Tòa sứ Quy Nhơn, nhưng lại âm thầm tham gia hội kín chống Pháp. Có lần ông cùng một số đồng chí khác vượt gần 50 cây số từ Quy Nhơn lên mạn Tây Sơn hạ đạo, vùng Phú Lạc, Bình Khê (nay là huyện Tây Sơn, Bình Định) để viếng mộ lãnh tụ Cần Vương Mai Xuân Thưởng, rồi tổ chức lễ truy điệu vị Nguyên soái này và viết đôi câu đối tỏ lòng khâm phục để thờ. Thực dân Pháp biết được, bắt ông giam vào nhà tù Bình Định, giao cho quan Tổng đốc Nguyễn Đình Hiến xét hỏi. Lạ thay, quan Tổng đốc không những không điều tra xét hỏi gắt gao như bao người tạm giam khác mà còn sai người hằng ngày lén mang cơm nước vào nhà giam cho người tù trẻ. Thỉnh thoảng quan còn tới tận nhà giam thăm viếng, hoặc bảo người đưa ông về tư dinh cùng đàm luận văn chương, thế sự.
Một người em họ của ông Bình là Đồng Sĩ Quế (hiện ở Huế) còn nhớ hai bài thơ thất ngôn bát cú (chỉ còn nhớ được mỗi bài sáu câu), xướng của Nguyễn Đình Hiến, họa của Đồng Sĩ Bình:
Bài Xướng
Chớ vội mà lầm chữ lợi danh
Ta nào còn phải mấy ai tranh
Thành đồng, oai dậy quyền vương ngoại
……
Hỡi người tuổi trẻ xin đừng vội
Chớ vội mà lầm chữ lợi danh
Bài Họa
Là đồ vô học, đứa vô danh
Ta chẳng kiên mà cũng chẳng tranh
Mượn chốn Đồ Bàn  chôn chủng tộc
Đem văn Tiến sĩ bán gia đình
……
Dù trau nét mắt nên da trắng
Thì cũng xu thời với lợi danh.
Chuyện còn kể, có khi đọc bản biện hộ của Đồng Sĩ Bình viết bằng chữ Hán, thấy hay quá, quan bèn cao hứng cầm bút khuyên son lên cả trang giấy. Sau sực nhớ ra, quan vội bảo "tù nhân" viết lại bản khác để xếp vào hồ sơ lưu!
Việc làm ấy của quan Tổng đốc Nguyễn Đình Hiến bị Công sứ Quy Nhơn biết được, gửi thư khiển trách. Quan Tổng đốc không trả lời, coi như chẳng có việc gì. Quan Công sứ bèn bẩm báo lên tòa Khâm sứ Trung Kỳ, yêu cầu triều đình Huế điều Tổng đốc Nguyễn Đình Hiến về lại Kinh sư để cách ly chuyện làm "xằng bậy", tránh ảnh hưởng không tốt trong dư luận quần chúng.

### Chuyện thứ ba[16]
Đồng Sĩ Bình cảm hóa một cách nhanh chóng một sếp lao ở Kon Tum. Ấy là vào năm 1928, ông đang bị giam giữ tại nhà tù Ban Mê Thuột thì bị mắc bệnh ho lao. Thực dân Pháp chuyển ông sang giam ở Kon Tum. Ông được đưa về tạm trú tại nhà ngục Kon Tum vài hôm để chuyển tiếp lên nhà giam Đăk Tô. Chỉ có 2 hôm ở nhà ngục Kon Tum thôi mà, không biết bằng cách nào, ông cũng đã kịp làm cho ông Đội Phụng (tức Huỳnh Đăng Thơ, chỉ huy lính Khố xanh (lính tập) canh gác nhà ngục) tỏ lòng khâm phục và bắt đầu suy nghĩ về ý thức chính trị. Chuyện này được Ngô Đức Đệ  viết trong hồi ký Từ Hà Tĩnh đến nhà đày Kon Tum: "Năm 1928 khi anh Đồng Sĩ Bình bị địch đưa từ nhà lao Buôn Ma Thuột đi giam ở Đăk Tô, tạm trú ở lao Kon Tum hai hôm, Huỳnh Đăng Thơ đã tỏ ra khâm phục anh Bình và đồng chí Thơ đã bắt đầu có ý thức chính trị từ đó". Có lẽ đó là tiền đề để 2 năm sau,  năm 1930, khi Ngô Đức Đệ bị đày lên Kon Tum, đã tuyên truyền giác ngộ được Đội Thơ một cách dễ dàng và nhanh chóng giới thiệu kết nạp ông Đội này làm đảng viên đầu tiên ở Kon Tum. 

### Chuyện thứ tư
"…tôi (Lê Văn Hiến) nhớ lại một anh em chính trị phạm tên là Đồng Sĩ Bình, cũng vì thạo tiếng Pháp mà bị “ăn hèo” một bữa thất điên bát đảo! Nguyên trước Bình có đi đày Ban Mê Thuột mấy năm, học nói tiếng Rhadé rất thạo. Khi bị bắt lần thứ hai, Bình bị đày lên Kon Tum, rồi Đăk Xút, Đăk Pao. Bấy giờ Bình tự tin rằng biết tiếng dân tộc thiểu số thì chắc được biệt đãi, khỏi phải bị hành hạ, đánh đập như người khác. Vô ý trong lúc nói chuyện với lính, Bình lại lộ rằng mình thông thạo cả tiếng Pháp, làm cho tên đội Kiáp là người độc ác nhất trong bọn  để ý đến Bình. Rồi một hôm trong lúc làm việc, Bình bị Kiáp đánh cho một trận gần chết! Nó vừa đánh vừa nói: “Mày ỷ biết tiếng ông quan, tao đánh cho biết mặt”! Bình bị đánh bữa ấy rất nặng, kêu gào đến tắt tiếng, về lao ăn ngủ không được, chỉ mong chết cho khỏe thân! Sau lúc đó bệnh ho lao của Bình nặng thêm mãi đến lúc được tha về, sau một tháng thì chết!”.
Và đoạn: -“Qua hôm sau, tôi ra làm việc, đem hết sức ra mà cuốc đất để cho khỏi bị hèo, thế mà cũng không tránh khỏi. Tự nhiên thấy năm sáu tên lính cầm hèo mây to tướng đua nhau bổ vào người tôi như mưa giông, tôi nằm lăn dưới đất, lăn lóc dưới trận mưa hèo, kêu la hết sức mà chúng cũng cứ thẳng tay. Còn tên Kiáp thì ngồi trên cao nhìn xuống, lấy làm đắc ý lắm! … Xong một ngày đầu về, trong mình tôi như phỏng lửa, đỏ bầm thâm tím, không còn chỗ xót lằn roi! (…) Bạn nằm gần tôi là Đồng Sỹ Bình mới trao cho tôi một cái “bí mật” là ngày mai phải mặc ít nữa là ba cái quần, năm cái áo như mọi người, để khỏi chết dưới ngọn hèo của lính. Té ra ai nấy đều thụng thịnh trong bộ năm, bộ ba cả mà tôi không biết”. Nhờ lời "bí truyền" ấy, nên qua ngày mai tuy bị hèo nhiều, nhưng cũng đỡ bớt đau đớn"

## Thơ văn

### Làm khi bị giam ở Bình Định
Khi bị giam khá lâu mà chưa mở phiên tòa xét xử ông đã làm thơ ngũ ngôn:
… Một tháng tám ngày lẻ
    Mà chẳng thấy tội danh
   Cường quyền chi lắm thế?
  Bèn nổi trận lôi đình!
            ***
 Hai tay xắn quần áo
Leo tuốt đọt cây bàng
Mắt nhìn ra cổng ngõ
Miệng chửi bới các quan
…..

### Làm khi bị đi đày
Trên đường đi đày, ông có mấy câu thơ rất chua chát:
     …."Viết hai chữ cách mạng
          Tù chín năm khổ sai. 
          Ký giấy bán dân nước 
          Tù ấy mấy vạn ngày?" 

### Thơ khác
Cháu gái ông (bà Trần Thị Hạnh, hiện ở Sài Gòn, con của ông Trần Thiếu Du và bà Đồng Thị Xuân Lan), còn thuộc lòng bài thơ của ông:
Chim ơi da diết kêu chi
Lòng ta huống những nặng vì nước non
Chim ơi một tấm lòng son
Sá gì mưa nắng mà mòn hỡi Chim ?
Mặt sầu tiền lộ vô tri kỉ
Chim mầy ơi mầy rầu rĩ kêu chi!
Trong thế gian nào hiếm những chung kỳ
Ta bước trước rồi thì người phò tá
Cố kim sở vị anh hùng giả
Thương đao cung kiếm bất ly thân
Ta nhỏ máu ra để rửa nhục cho muôn dân
Trừ gian tặc cho muôn dân đều an lạc
Chữ trung nghĩa lòng ta đều ghi tạc
Ta nghiến răng ta bước, bước gian truân
Coi chừng thế sự xoay vần
Chớ thừa cơ hôi mà lầm nấc thang
Dặn lòng, lòng hỡi  cho ngoan.
………..
Khi từ Ban Mê Thuột về, ông mang theo hai bản dịch bằng thơ 2 vở kịch của văn hào Pháp Pierre Corneille, trong đó có bi kịch "Horace". Sinh thời, em ông là Đồng Sỹ Hiền còn nhớ 2 câu: "Chết vì tổ quốc/ Đó là số phận đẹp nhất, đáng yêu nhất". Ông làm nhiều thơ, viết nhiều bài báo. Hầu hết các bài viết của ông hiện thất lạc chưa tìm thấy.

## Gia đình
Gia đình ông có truyền thống yêu nước, ông nội là Đồng Sĩ Thiết, đội trưởng, bị thương trong trận chống quân Pháp đánh chiếm cửa Thuận An. Khi ông bị đày ở Buôn Mê Thuột, mẹ và 2 người em là Đồng Thị Xuân Lan, Đồng Sỹ Hứa, cũng bị bắt giam do trong nhà có thư của một tù chính trị. Bà Lan được tha do mù chữ, còn 2 mẹ con bị tra hỏi ở nhà tù Huế ròng rã cả tháng trời. Bà Lan sau lấy nhà cách mạng Trần Thiếu Du. Đồng Sỹ Hứa (1915-2004) là người lãnh đạo khởi nghĩa ở Tân Đảo (Vanuatu), sau làm ở Ban Quốc tế của Tổng Liên đoàn Lao động Việt Nam, dịch sách, viết văn…; em trai Đồng Sỹ Hiền (1918-2010) bị toà án của thực dân Pháp kết án tử hình (vắng mặt) trong phiên toà ngày 4-8-1948 ở Sài Gòn về các hoạt động cách mạng trong những năm 1944-1945, là Giáo sư, Tiến sĩ khoa học, là một trong những chuyên gia đầu ngành lâm nghiệp. Ông còn một người em trai khác là Đồng Sỹ Hộ, rất thông minh nhưng bị tai nạn mất sớm.
Ông đã có hôn thê ở Huế nhưng chưa kịp làm lễ cưới. Bà chăm sóc ông cho đến khi ông mất và ở vậy suốt đời.

## Tưởng niệm
Năm 1957, Chính phủ Việt Nam Cộng Hòa đã đặt bia ở mộ ông tại nghĩa trang làng Mậu Tài, Phú Mậu, Phú Vang, Thừa Thiên Huế. Trên bia ghi "VNCH phụng lập Minh Phụng Liệt sĩ Đồng Sĩ Bình Chi Mộ". Năm 1955 (ở Sài Gòn),  đường 47 được đổi tên là đường Minh Phụng (dài khoảng 1977 mét, lộ giới 30 mét  từ bến Phan Văn Khỏe đến đường Bình Thới, chạy qua quận 6,11).
Năm 1998, nguyên Thủ tướng Phạm Văn Đồng đã viết "về hoạt động của anh Đồng Sĩ Bình thì tôi có biết và tôi xác nhận đó là sự thật. Anh Đồng Sĩ Bình đáng được công nhận là liệt sĩ". 
Ghi nhận công lao của ông, năm 2010, tên ông đã được Hội đồng nhân dân Thừa Thiên Huế đặt cho một con đường ở thị trấn Thuận An. Các huyện A Lưới, Phú Lộc của tỉnhThừa Thiên – Huế cũng có đường Đồng Sĩ Bình. Ở thành phố Buôn Ma Thuột đường Đồng Sỹ Bình nối đường Giải Phóng với Hẻm 155 Đồng Mai Hắc Đế.